# Sagittalata lugubris
Sagittalata lugubris är en insektsart som först beskrevs av Navás 1926.  Sagittalata lugubris ingår i släktet Sagittalata och familjen fångsländor. Inga underarter finns listade i Catalogue of Life.